# Ansel Easton Adams
Ansel Easton Adams, ameriški fotograf in okoljevarstvenik, * 20. februar 1902, San Francisco, Kalifornija, Združene države Amerike, † 22. april 1984, Monterey, Kalifornija.
Sodi med največje ameriške fotografe. Najbolj znan je po svojih črno-belih fotografijah kalifornijskega nacionalnega parka Yosemite in drugih naravnih znamenitosti ZDA. Je avtor številnih knjig o fotografiji in je skupaj z mojstri, kot so Edward Weston, Willard Van Dyke, Imogen Cunningham in drugi, soustanovitelj fotografske družbe Group f/64. S Fredom Archerjem sta ustvarila t. i. zonski sistem, tehniko za izračunavanje pravilnega časa osvetlitve, ki omogoča večji nadzor nad končnim izdelkom. Bil je tudi pionir vizualizacije.

## Galerija
- Boulder Dam, 1942 (1942)
- The Tetons and the Snake River (1942)
- Evening, McDonald Lake, Glacier National Park (1942)
- Church, Taos Pueblo (1942)